# The Power of Good-Bye
The Power of Good-Bye – czwarty singel promujący album Ray of Light amerykańskiej wokalistki muzyki pop Madonny. Tekst został napisany przez Madonnę i Ricka Nowelsa, a produkcją zajął się William Orbit i Patrick Leonard. Najpierw utwór został wydany na singlu w Stanach Zjednoczonych, gdzie mimo oczekiwanego sukcesu na listach poradził sobie średnio. O wiele lepiej poradził sobie w Europie, gdzie został wydany prawie dwa miesiące później.
„The Power of Good-Bye” to popowa ballada w której słychać  instrumenty smyczkowe oraz muzykę elektroniczną. Australijski krytyk muzyczny i przyjaciel Madonny, Molly Meldrum, twierdził, że tekst utworu mówi o Seanie Pennie, byłym mężu artystki. Wersja piosenki, która została wydana jako singel i nagrana na album Ray of Light jest zupełnie inna od wersji demo. W lecie 2002 demo wyciekło do internetu. Posiada ono silniejszy rytm, więcej bębnów i basów. Tekst piosenki jest również inny.
Utwór otrzymał głównie pozytywne opinie krytyków muzycznych, którzy uznali go za bardziej poważny, niż poprzednie ballady Madonny. Piosenka odniosła sukces na listach przebojów, jednak nie zdobyła tak dużej popularności jak single „Frozen” i „Ray of Light”. Singiel dotarł do pierwszego miejsca w Meksyku i do czwartego w Austrii. W Wielkiej Brytanii zadebiutował na miejscu szóstym i pozostał na nim przez dziewięć tygodni, sprzedając się w 180.000 egzemplarzy. Utwór jest jednym z niewielu który został wykonany przez Madonnę w programie BBC Top of the Pops.
Teledysk został nakręcony przez Matthew Rolstona w dniach 8–10 sierpnia 1998 w Silvertop House w Los Angeles i Malibu. Ukazuje on Madonnę i jej partnera grających w szachy. Madonna potem zrywa z nim. W dalszych ujęciach idzie na plażę i przechadza się po brzegu. Potem Madonny już nie ma. Prawdopodobnie popełniła samobójstwo, jednak nie jest to do końca prawdopodobne, ponieważ chwilę później pojawia się ponownie. Teledysk został stworzony na podstawie filmów Humoresque i Sprawa Thomasa Crowna. Zagrał w nim chorwacki aktor Goran Višnjić znany z roli dr Luki Kovača w serialu Ostry dyżur. Klip został nagrany w odcieniach błękitu i niebieskiego. Jego oficjalna premiera miała miejsce 10 września 1998 roku, na kanale MTV.

## Listy sprzedaży
| Kraj              | Najwyższa pozycja | Sprzedaż |
| ----------------- | ----------------- | -------- |
| Australia         | 33                | 8 000    |
| Austria           | 4                 | 25 000   |
| Brazylia          | 3                 | -        |
| Europa            | 2                 | -        |
| Finlandia         | 4                 | -        |
| Francja           | 21                | 95 000   |
| Hiszpania         | 2                 | -        |
| Japonia           | 7                 | -        |
| Kanada            | 6                 | 20 000   |
| Niemcy            | 4                 | 270 000  |
| Stany Zjednoczone | 11                | 325 000  |
| Szwajcaria        | 8                 | -        |
| Szwecja           | 3                 | 10 000   |
| Wielka Brytania   | 6                 | 142 000  |
| Włochy            | 8                 | 25 000   |